# Suckow

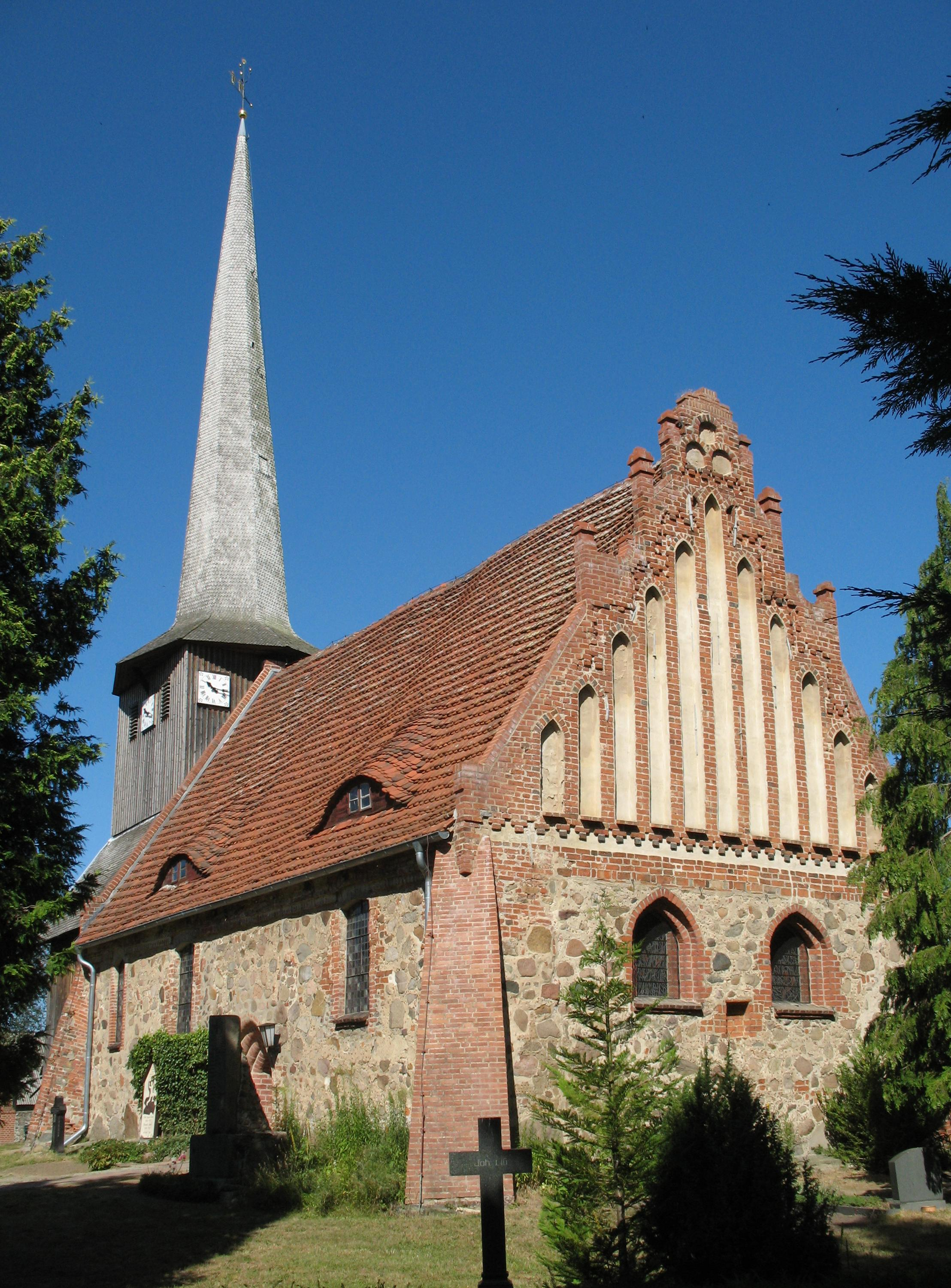
Igreja

Suckow foi um município da Alemanha localizado no distrito de Parchim, estado de Mecklemburgo-Pomerânia Ocidental.
Pertencia ao Amt de Eldenburg Lübz. Desde 1 de janeiro de 2019, forma parte do município de Ruhner Berge.

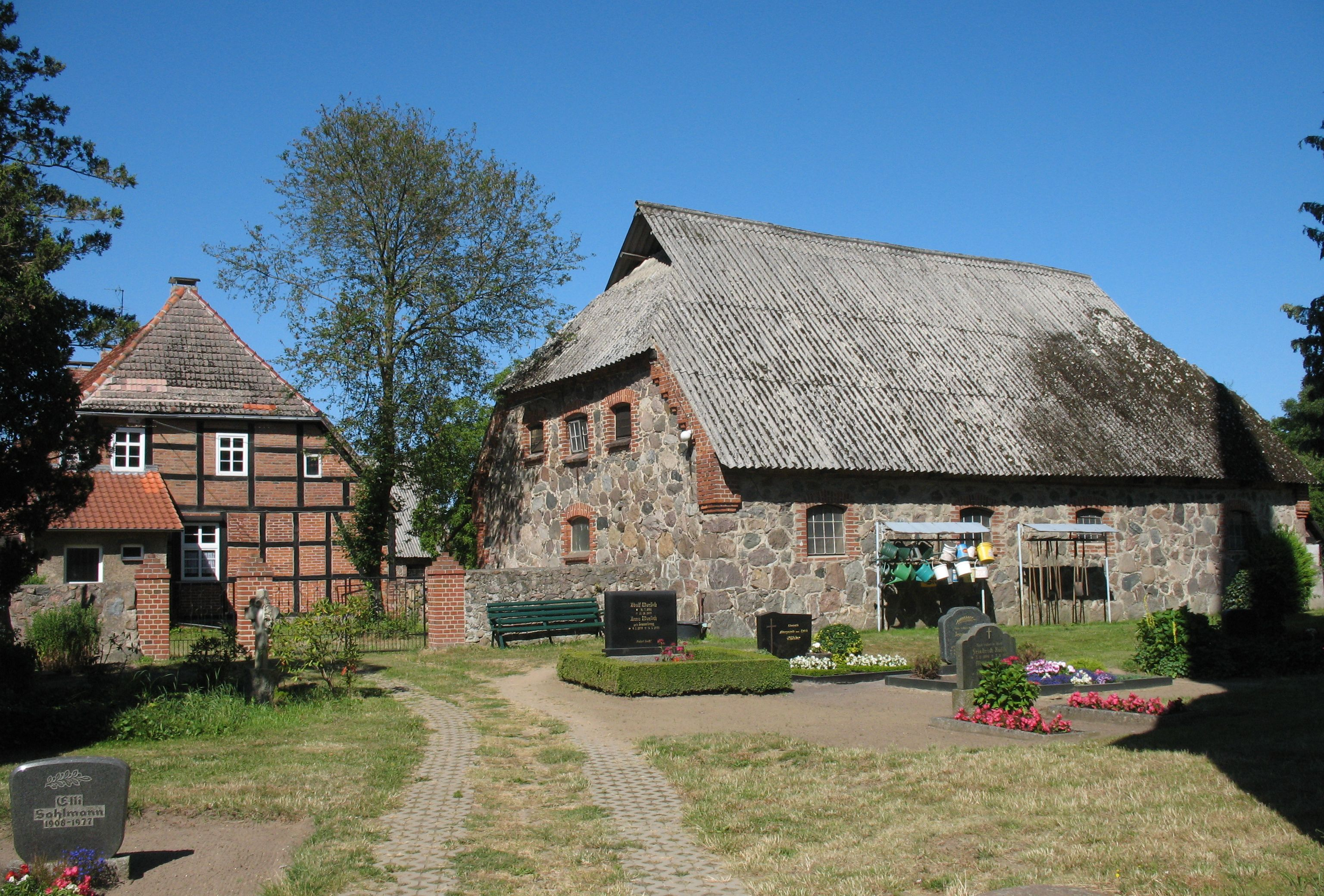